# Писаренки (Решетиловский район)
Писаренки (укр. Писаренки) — село,
Покровский сельский совет,
Решетиловский район,
Полтавская область,
Украина.
Код КОАТУУ — 5324280911. Население по переписи 2001 года составляло 36 человек.

## Географическое положение
Село Писаренки находится на правом берегу реки Ольховатая Говтва,
выше по течению примыкает село Бабичи,
ниже по течению на расстоянии в 1,5 км расположено село Коломак,
на противоположном берегу — село Лучки.
На расстоянии в 1,5 км расположен посёлок Покровское.
Река в этом месте извилистая, образует лиманы, старицы и заболоченные озёра.
Рядом проходит автомобильная дорога Т-1721.